# شارل گندوئن
شارل گندوئن (تولد: ۱۸۷۵ در پاریس - مرگ: ۲۵ دسامبر ۱۹۴۷ در پاریس) یک بازیکن اتحادیه راگبی و طناب‌کشی اهل فرانسه در بازی‌های المپیک تابستانی ۱۹۰۰ بود. او عضو تیم اتحادیه راگبی فرانسه بود که برنده مدال طلا شد. او همچنین در مسابقات طناب کشی شرکت کرد و به عنوان عضو تیم فرانسه مدال نقره گرفت. او در شب کریسمس هنگامی که از یک جلسه برای یک باشگاه مسابقه‌ای در فرانسه برمی‌گشت با یک ماشین در پاریس تصادف کرد، کشته شد.